# Rachel Cusk
Rachel Cusk, född 8 februari 1967 i Saskatoon i Saskatchewan, är en kanadensisk författare. Cusk har skrivit romaner samt tre självbiografiska böcker som fått stor uppmärksamhet. Hon har studerat engelska vid New College, Oxford och har bott större delen av sitt liv i Storbritannien.

## Biografi
Rachel Cusk föddes i Kanada som nummer två av fyra syskon. Hennes mor kom från en stor katolsk släkt i Hertfordshire, och fadern konverterade inför giftermålet till katolicismen. De utvandrade till Kanada av ren äventyrslusta, och fadern som studerat till revisor blev framgångsrik i yrkeslivet. Modern skall ha studerat konst men saknade ambitioner för en karriär utanför hemmet. Senare flyttade familjen till Los Angeles, och de återvände till England när Rachel var åtta år. Hon sattes tillsammans med den äldre systern i den katolska internatskolan St. Mary's i Cambridge. Därefter fortsatte hon med studier i engelska vid New College i Oxford.
Cusk har beskrivit som att hon växte upp i sin familj med en känsla av att vara oälskad och bestraffad för oklara orsaker. Även i vuxen ålder har relationen till föräldrarna varit problematisk.
1993 debuterade Cusk som författare med Saving Agnes, en roman som belönades med Whitbread First Novel Award. Efter ett mycket kort första äktenskap var hon under tretton år gift med advokaten och fotografen Adrian Clarke med vilken hon fick två döttrar. Upplevelsen av moderskapet, äktenskapet och skilsmässan har hon beskrivit i sina självbiografiska böcker. En senare romantrilogi är inte uttalat biografisk, men huvudpersonen kan ändå uppfattas som författarens alter ego.
Rachel Cusk är (2018) gift med artisten Siemon Scamell-Katz. De var bosatta i Norfolk och London, men flyttade 2021 till Paris i protest mot Brexit.

## Författarskap

### Debutroman
Debutromanen Saving Agnes (1993) handlar om en osäker ung kvinna med en bakgrund som liknar författarens: en sträng internatskolemiljö med efterföljande Oxfordstudier. Hon försörjer sig som skribent i London, där hon delar bostad med två studiekamrater från Oxford och inleder en kärleksaffär. Boken blev väl mottagen och belönades med Whitbread First Novel Award.

### Tre självbiografier ochStunder och lycka
De självbiografiska böckerna A Life's Work (2001; Att bli mamma, 2004), The Last Supper (2009) och Aftermath: on Marriage and Separation (2009) beskriver författarens eget familjeliv. I den första volymen är det ambivalensen inför graviditet och moderskap som är i fokus. Familjen tar beslutet att maken ska ge upp sitt yrkesliv och bli hemmapappa. Tre månader tillbringar familjen i Toscana, något som var tänkt att stärka de inre banden. Till slut spricker ändå äktenskapet, och den tidigare rollfördelningen till trots hävdar nu Rachel Cusk rätten till barnen i kraft av sitt moderskap. Innehållet i dessa volymer väckte starka känslor hos såväl recensenter som allmänhet. The Last Supper ledde till att författaren stämdes av en person som kunde identifieras.
I The Lucky Ones (2003; Stunder av lycka, 2005) kretsar historien kring moderskap och familjeliv, och den är sammansatt av fem olika berättelser. Boken tar sin början med en förlossning i ett kvinnofängelse. En sammanhållande länk är paret Victor och Serena, där den senare är kolumnist som skriver veckokrönikor om familjeliv.
Romanen Aftermath (svenska: Efterbörd) rörde upp starka känslor i Storbritannien. Camilla Long(en) beskrev i The Sunday Times Cusk som "en spröd liten dominatrix och oöverträffad narcissist som med förtjusning exploaterar sin man och sitt äktenskap". De starka reaktionerna kan enligt en svensk recensent bero på att den, som uppgörelse med ett liv som visat sig vara falskt, utmanar inte bara äktenskapet utan även kärnfamiljen.

### Trilogi och förnyare
I trilogin Outline (2014; Konturer, 2018), Transit (2017; Transit, 2018) och Kudos (2018; Kudos, 2019) är berättaren en kvinnlig nyskild författare. Faye reser i första volymen till Grekland för att arbeta som lärare vid en skrivarkurs. I Transit är hon åter i London, där hon köper en svårt nedgången lägenhet, hamnar i ett renoveringskaos och trakasseras av grannarna. I Kudos är berättaren omgift och besöker litteraturkonferenser i Tyskland och Portugal. Hon kommer i kontakt med andra författare, journalister, kritiker och förläggare.
Cusk har kallats för en romankonstens förnyare [Källa saknas, förnyare på vilket sätt?], speciellt efter den senare trilogin. Böckerna har karaktär av "flanörromaner", där huvudpersonen mest är en betraktare av övriga personers berättelser. Vissa recensenter ser banden till klassiker som Boccaccios Decamerone eller har jämfört berättartekniken med de hos nobelpristagaren Svetlana Aleksijevitj eller W.G. Sebald.

### Andra stället
Second Place (2021; Andra stället, 2021) syftar i romanen på en gäststuga som berättaren och hennes make har iordningställt på sina avlägset belägna ägor i ett marsklandskap. Originaltiteln " Second place" kan utläsas på flera sätt. Romanen baseras delvis på en självbiografi av Mabel Dodge Luhan från 1932, där denna beskriver hur författaren D.H. Lawrence tillbringade en tid hos henne. Berättaren, en kvinnlig medelålders författare, bjuder in konstnären L efter att ha fängslats av dennes målningar. Flera år senare anländer L, utfattig och åldrad, tillsammans med en mycket ung väninna. Relationen mellan berättaren och L blir plågsam och närmast förnedrande.
Boken har beskrivits som en idéroman där existentiella grundfrågor berörs. Den har fått ett välvilligt mottagande och nominerades 2021 till Bookerpriset.

### Parad
Parade (2024; Parad, 2025) är en kort volym som avviker från traditionell romanform. Den består av fyra olika delar som snarare kan uppfattas som essäer (en är också tidigare publicerad som essä) blandat med autofiktion och dialoger. Den saknar såväl intrig som tydliga romankaraktärer och har beskrivits som en abstrakt målning. Författaren menar i en intervju att karaktärer är något som håller på att försvinna i både litteraturen och verkligheten. Hon säger också att romanens text är skapad mera som en målning än en berättelse, vilket bland annat innebär att det saknas kronologi. 
I varje del finns en konstnär (bildkonstnär, författare, filmskapare) benämnd G och som enligt recensenter baseras på verkliga förebilder (Louise Bourgeois, Éric Rohmer, Georg Baselitz, Norman Lewis och Paula Moderson-Becker). Konstnärerna är lyckade och framgångsrika, men i privatlivet råder kaos. Svårigheten att kombinera kvinnligt konstnärskap med moderskap och relationen med en skapande partner problematiseras, och i varje berättelse finns en relation till en döende förälder.
Romanen har prisats som nyskapande och raffinerad men också som sluten, krypterad och skissartad. Den belönades med Goldsmithspriset 2024.